# Herta Oberheuser
Herta Oberheuser (ur. 15 maja 1911 w Kolonii, zm. 24 stycznia 1978 w Linz am Rhein) – lekarka obozowa w obozie koncentracyjnym Ravensbrück i zbrodniarka wojenna.

## Młodość
Ojciec Herty Oberheuser był inżynierem. Pochodziła z chrześcijańskiej, konserwatywnej rodziny. Lata szkolne spędziła w Düsseldorfie, gdzie od 1918 uczęszczała do gimnazjum, a w 1931 zdała maturę. Studiowała medycynę w Bonn (semestr przedkliniczny) i Düsseldorfie. Ponieważ rodzina Oberheuser nie była dobrze sytuowana finansowo w dobie inflacji, musiała częściowo sama finansować swą naukę udzielając korepetycji oraz pomagając w praktyce lekarskiej. Po dojściu nazistów do władzy wstąpiła w 1935 do Bund Deutscher Mädel (BDM). Jak wspominała, jej działalność polegała na pomocy medycznej przeciążonym ćwiczeniami uczestniczkom pokazów i spartakiad młodzieżowych. Od maja 1937 Oberheuser należała do NSDAP, Narodowo-Socjalistycznego Związku Lekarzy i innych organizacji.

## Kariera zawodowa
Oberheuser zdała końcowy egzamin państwowy i w 1937 uzyskała dyplom lekarski. Zaczęła pracę w Instytucie Fizjologii w Bonn, następnie pracowała w Klinice Dermatologicznej w Düsseldorfie jako lekarz asystent. Tytuł lekarza specjalisty dermatologa uzyskała w 1940. Ponieważ jej ojciec zachorował, rodzina Oberheuser ponownie wpadła w finansowe tarapaty. Herta zdecydowała się pomagać finansowo rodzicom. Ponieważ w klinice nie było zadowalających możliwości zarobku, zaczęła rozglądać się za innym miejscem zatrudnienia.
W 1940 nadeszła szansa dobrego zarobku. Z fachowego pisma medycznego dowiedziała się, że SS poszukuje lekarki do kobiecego obozu szkoleniowego koło Berlina. Zgłosiła się i po 3 miesiącach przeszkolenia w grudniu tego roku skierowano ją do obozu w Ravensbrück, gdzie objęła etat lekarza obozowego. W Ravensbrück przebywała do czerwca 1943, biorąc czynny udział w zbrodniczych pseudoeksperymentach przeprowadzanych przez lekarzy SS (zwłaszcza lekarzy Waltera Sonntaga i Gerharda Schiedlauskyego, Karla Gebhardta) na więźniarkach obozu. Od lipca 1943 do końca wojny Oberheuser pracowała jako asystentka w sanatorium SS w Hohenlychen 12 km od Ravensbrücku u prof. dr. Karla Gebhardta.

## Oskarżenie i kara
Nie wiadomo, gdzie Oberhauser przebywała od zakończenia wojny do momentu aresztowania, ani gdzie nastąpiło jej aresztowanie. Po aresztowaniu dostarczono ją do brytyjskiego obozu Civil Internment Camp (CIC) No. 5 w Paderborn-Staumühle. Była sądzona w tzw. procesie lekarzy przed amerykańskim Trybunałem Wojskowym (był to pierwszy z procesów norymberskich). 20 sierpnia 1947 została skazana na karę 20 lat pozbawienia wolności, którą miała odbyć w więzieniu w Landsbergu. W 1951 zmniejszono jej karę o połowę, a już w 1952 zwolniono ją za dobre sprawowanie.

## Powrót do życia publicznego
Niedługo po opuszczeniu więzienia Oberheuser osiedliła się w Stocksee koło Neumünster (Szlezwik-Holsztyn) i rozpoczęła praktykę lekarską jako pediatra, równocześnie pracowała w katolickim sanatorium Johanniter-Heilstätte w Plön. W 1956 została rozpoznana i ujawniona przez byłe więźniarki obozu Ravensbrück. Po szerszym ujawnieniu zarzutów została zwolniona z Plön. Wobec licznych protestów byłych więźniarek minister spraw wewnętrznych Szlezwiku-Holsztyna Helmut Lemke rozpoczął starania o pozbawienie jej uprawnień do wykonywania zawodu lekarza, które jednak już w 1957 zostały przerwane z uzasadnieniem, że Oberheuser nie może być karana dwa razy za ten sam czyn. W sierpniu 1958 odebrano jej prawo wykonywania zawodu lekarza. W 1960 Oberheuser oskarżyła Lemkego przed Krajowym Sądem Administracyjnym. Pozew oddalono, lecz Oberheuser złożyła apelację, w związku z czym protesty byłych ofiar jej zbrodniczych eksperymentów jeszcze się nasiliły. Jej apelacja również została oddalona i ostatecznie 4 grudnia 1960 pozbawiono ją prawa wykonywania zawodu lekarskiego i musiała z tego powodu ostatecznie zamknąć swą praktykę. W maju 1965 opuściła Stocksee i przeprowadziła się do Bad Honnef. Zmarła 24 stycznia 1978 w położonym w pobliżu miasteczka Linz am Rhein.

## Eksperymenty medyczne
Eksperymenty medyczne w Ravensbrück rozpoczęto w sierpniu 1942 na ponad 70 kobietach więźniarkach. Służyły najczęściej badaniom funkcji życiowych w ekstremalnych warunkach, często pod kątem militarnego wykorzystania w leczeniu odmrożeń, zranień, którym mogli ulec żołnierze w czasie walki. Odpowiednie zranienia były zadawane osobom doświadczalnym i opracowywano statystyki oraz eksperymentowano z lekami. Po wstępnych eksperymentach w obozie koncentracyjnym Sachsenhausen kontynuowano je w Ravensbrück. Między innymi przeprowadzano doświadczenia z sulfonamidami, w których pokładano wielkie nadzieje przy leczeniu rannych. Ofiarom doświadczeń wprowadzano do ran bakterie gnilne, tkaniny, drzazgi i szkło, przez co imitowano zranienia powodowane wybuchami bomb. Przebieg zranienia i działanie testowanych leków były dokumentowane i analizowane. Cierpienia ofiar tych i podobnych doświadczeń były niewyobrażalne. Wiele ofiar zmarło jeszcze w czasie trwania eksperymentów, inne później na skutek następstw.
Lekarzem odpowiedzialnym za te eksperymenty w Ravensbrück był Karl Gebhardt, którego asystentami byli Fritz Fischer, Ludwig Stumpfegger i Herta Oberheuser. Oberheuser sama wyjaśniała przed sądem, że nic nie wiedziała o wydarzeniach w obozie lub nie mogła ich sobie przypomnieć, równocześnie stale wracała do swego statusu medycznego.
„Traktowałam to jako mój obowiązek i sądziłam, że jako kobieta mogłabym również pomóc, ponieważ widziałam szansę ułaskawienia pacjentek.“
„Podczas mej pielęgnacji terapeutycznej dokonywanej według reguł szkolnych, jako kobieta zrobiłam wszystko co mogłam w mym trudnym położeniu“
Oberheuser i Fischer zeznali podczas przesłuchań, że kobietom przeznaczonym na śmierć dali doświadczeniami medycznymi szansę przeżycia. Tę ocenę sytuacji przez Hertę Oberheuser potwierdziła w swym zeznaniu Wanda Półtawska, jedna z ofiar eksperymentów, która przeżyła. Powiedziała, że w obozie po pewnym czasie wierzono, że operacje mogłyby uchronić przed egzekucją. Oberheuser została oskarżona przez swego kolegę z pracy dr Rolfa Rosenthala. Powiedział on, że widział, jak aplikowała chorym zastrzyki.
„Widziałem kilka razy, jak dr Oberheuser dawała więźniom zastrzyki z benzyny. Dawała je w żyłę ramienną. Skutkiem była nagła śmierć na serce, pacjenci tężeli i nagle zwalali się. Od czasu, kiedy zastrzyk został zaaplikowany do momentu śmierci trwało 3 do 5 minut. Pacjenci zachowywali pełną świadomość do ostatniej chwili. Czas trwania zastrzyku wynosił 15 do 30 sekund. Dr Oberheuser mówiła mi, że więźniowie którym ona dała zastrzyki z nafty, byli ciężko chorzy, tacy, których nie można było już dłużej leczyć.“
Brała udział przy przymusowych poronieniach i innych zabiegach medycznych. Dokonywano je na kobietach, które były w 7-8 miesiącu ciąży. Potwierdził to Gerhard Schiedlausky. Oberheuser i Rosenthal początkowo mu przy tym asystowali, ale później samodzielnie przeprowadzali zabiegi usuwające ciążę. Do aborcji dochodziło także w wyniku bicia, a noworodki, które przyszły na świat, zabijano.
Oberheuser próbowała bronić się przed odpowiedzialnością i wykorzystać przed sądem argument swej „kobiecości“, udowadniając, że jako kobieta nie mogła być aż tak brutalna, jak jej zarzucano.